# Lajedo de Pai Mateus
O Lajedo de Pai Mateus é uma elevação rochosa localizada na zona rural de Cabaceiras, no estado da Paraíba, Brasil. Tem aproximadamente 1,5 km² e cerca de cem grandes pedras arredondadas (chegam a pesar 45 toneladas) que se destacam sobre a superfície ligeiramente convexa e a vegetação escassa da região do Cariri Paraibano.

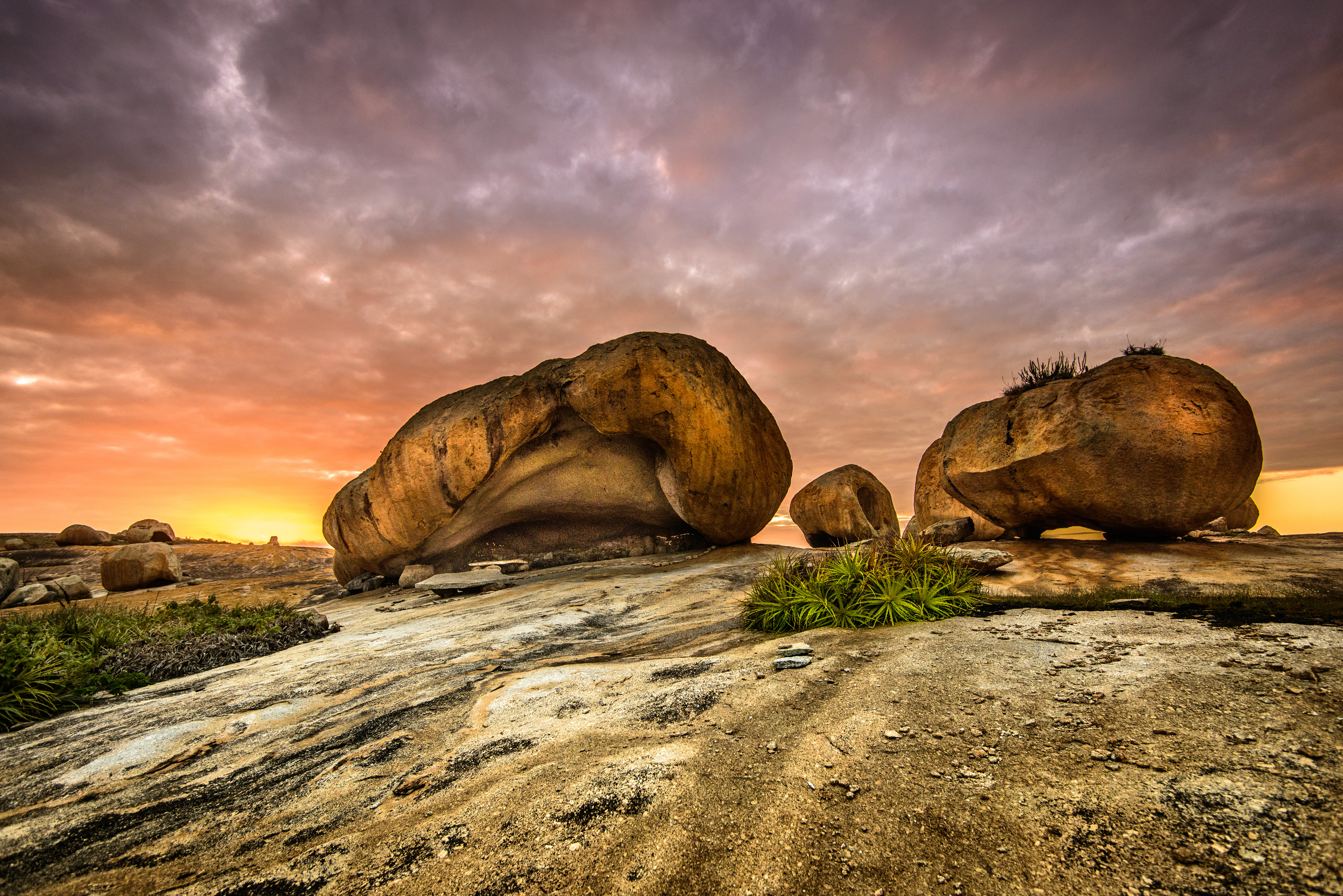
Fim de tarde no Lajedo de Pai Mateus

A formação rochosa é fruto do desgaste do solo ao longo de milhões de anos, em função de fissuras naturais e grandes variações de temperatura. Um dos blocos mais famosos é a Pedra do Capacete, por seu formato peculiar. Em algumas pedras são encontradas pinturas rupestres atribuídas aos índios cariris, que viveram na região há cerca de 12 mil anos. Conta a lenda que Pai Mateus seria um ermitão curandeiro que viveu naquela região por volta do século XVIII, destino de muitas pessoas que o procuravam para se consultarem. O lajedo fica a cerca de 25 km do centro de Cabaceiras (acesso por estrada de terra) e localiza-se numa propriedade particular.